# Ḅ
Cette page contient des caractères spéciaux ou non latins. S’ils s’affichent mal (▯, ?, etc.), consultez la page d’aide Unicode.
Ḅ (minuscule : ḅ), appelé B point souscrit, est une lettre additionnelle formée d’un B diacrité par un point souscrit. Elle est utilisée dans l’écriture de l’ikwere, de l’ibani-kalabari-kikere, du nembe, et de l’odual au Nigeria, ou dans certaines notations phonétiques.

## Représentations informatiques
Le B point souscrit peut être représentée avec les caractères Unicode suivants :
- précomposé (Latin étendu additionnel)[1] :

| Formes    | Représentations | Chaînes de caractères | Points de code | Descriptions                             |
| --------- | --------------- | --------------------- | -------------- | ---------------------------------------- |
| capitale  | Ḅ               | Ḅ                     | U+1E04         | lettre majuscule latine b point souscrit |
| minuscule | ḅ               | ḅ                     | U+1E05         | lettre minuscule latine b point souscrit |

- décomposé (latin de base, diacritiques) :

| Formes    | Représentations | Chaînes de caractères | Points de code | Descriptions                                         |
| --------- | --------------- | --------------------- | -------------- | ---------------------------------------------------- |
| capitale  | Ḅ               | B◌̣                    | U+0042 U+0323  | lettre majuscule latine b diacritique point souscrit |
| minuscule | ḅ               | b◌̣                    | U+0062 U+0323  | lettre minuscule latine b diacritique point souscrit |